# San Joaquín (Carabobo)
Pour les articles homonymes, voir San Joaquin.
San Joaquín est une ville de l'État de Carabobo au Venezuela, capitale de la paroisse civile de San Joaquín et chef-lieu de la municipalité de San Joaquín.